# South Boston
South Boston é uma cidade  localizada no estado norte-americano de Virginia, no Condado de Halifax.

## Demografia
Segundo o censo norte-americano de 2000, a sua população era de 8491 habitantes.
Em 2006, foi estimada uma população de 8064, um decréscimo de 427 (-5.0%).

## Geografia
De acordo com o United States Census Bureau tem uma área de
31,8 km², dos quais 31,7 km² cobertos por terra e 0,1 km² cobertos por água. South Boston localiza-se a aproximadamente 105 m acima do nível do mar.

## Localidades na vizinhança
O diagrama seguinte representa as localidades num raio de 36 km ao redor de South Boston.